# جائزة بريطانيا الكبرى 1956
جائزة بريطانيا الكبرى 1956 هو سباق فورمولا 1 أقيم بتاريخ 14 يوليو 1956 في حلبة سلفرستون، سيلفرستون، إنجلترا. كان السادس من أصل 8 في بطولة العالم لسباقات الفورمولا واحد موسم 1956. حلّ الأرجنتيني خوان مانويل فانجيو أولا.